# Drusenheim
Drusenheim (pronuncia francese : /dʁuzənaim/ o /dʁyzənaim/) è un comune francese di 5 224 abitanti situato nel dipartimento del Basso Reno nella regione del Grand Est.

## Società

### Evoluzione demografica
Abitanti censiti